# Dom Pedro, Maranhão
Dom Pedro este un oraș în unitatea federativă Maranhão (MA), Brazilia.